# Бартошек, Теодор
Теодор Бартошек (чеш. Theodor Bartošek; 4 ноября 1877, Жданице, Моравская Словакия — 5 сентября 1954, Прага) — чехословацкий адвокати публицист, прогрессивный политический и общественный деятель. Один из основателей и руководителей движения «Свободная мысль» в Чехии. Доктор юридических наук.

## Биография
В начале XX-го века участвовал в антиклерикальном движении «Свободная мысль». Во время Первой мировой войны движение было запрещено, Т. Бартошек подвергался преследованиям со стороны австро-венгерских властей и был интернирован в лагерь в Гёллерсдорфе.
В 1918—1920 годах — член Революционного Национального собрания Чехословакии. На выборах 1920 года был избран в парламент от Чешской социал-демократической партии.
редактор радикальных журналов «Wolná Myšlenka» и «Wolná Škola».
В парламенте участвовал в подготовке не принятого законопроекта о разделении государства и церкви. В начале 1920-х годов сформировал фракцию в партии, члены которой были сосредоточены вокруг антиклерикального движения «Свободная мысль» и постепенно сближались с анархо-коммунистическим крылом Богуслава Врбенского.
Окончательный раскол произошёл в марте 1923 года, когда Бартошек и несколько других депутатов от Чехословацкой социалистической партии проголосовали против законопроекта правительства о защите республики. После этого их исключили из партии.
В марте 1923 года Бартошек покинул парламентскую партию. Участвовал в создании левосоциалистической Независимой социалистической рабочей партии Чехословакии.
Представители НСП создали совместную парламентскую фракцию «Социалистическое объединение» (Socialistické sjednocení) с Независимой радикальной социал-демократической партией, однако последняя в итоге влилась в Чехословацкую социал-демократическую рабочую партию, тогда как НСП, принявшая на съезде в июне 1924 года новое название НСРП, пошла на сближение с коммунистами. В 1924 году Бартошек был автором программы Партии социалистического объединения.
Позже стал активным членом Коммунистической партии Чехословакии.
Участвовал в работе МОПРа.
Во время нацистской оккупации Чехословакии в годы Второй мировой войны был заключён в тюрьму в Терезине. После войны продолжил политическую активность в КПЧ, в 1948 году стал членом Законодательной комиссии Министерства юстиции под руководством А. Чепички.

## Избранные публикации
- Klerikalism po stránce hospodářské (1909)
- Co je Volná myšlenka? (1914)
- Jak oslaviti Husovo jubileum v roce 1915 (1914)
- Moderna družba in cerkev (1921)
- K desátému výročí okupace Bessarabie (1928)